# Роберт Детвейлер
Роберт Майлен Детвейлер, або Боб Детвейлер (англ. Robert Milan "Bob" Detweiler; нар. 20 липня 1930 — пом. 8 грудня 2003) — американський академічний веслувальник. Олімпійський чемпіон (1952).

## Життєпис
Народився 20 липня 1930 року в місті Централія, штат Іллінойс, США. Займатись академічним веслуванням розпочав під час навчання у Військово-морській академії.
На літніх Олімпійських іграх 1952 року в Гельсінкі (Фінляндія) став олімпійським чемпіоном у складі вісімки (з результатом 6:25.9).
Після закінчення академії у 1953 році здійснив довгорічну кар'єру морського офіцера. Після виходу у відставку працював директором з досліджень енергетики і зв'язку при науково-дослідницькому інституті «Eyring Research Institute» у місті Прово (штат Юта), а також викладав математику, історію та англійську мову в «Alpine Life and Learning Center».
Будучи прихильним до музики і мистецтв, очолював Мистецьку раду графства Юта, був одним із засновників фортепіанного квартету Юти, виступав у численних п'єсах і мюзиклах, співав з «Salt Lake Opera Company».
Помер 8 грудня 2003 року в місті Оремі, округ Юта, штат Юта.